# الأسرة المصرية الثانية والعشرون
الأسرة المصرية الثانية والعشرون
بعد عام 950 ق.م.، تحول المُلك في مصر إلى أسرة من أصل أجنبي اختلف المؤرخين حول ماهيته. عرف ملوكها الأوائل أنفسهم بأنهم زعيم المِشْوِش وغالبا ما كانت تختصر إلى زعيم الما، ولكنها أحيانا ما كانت تكتب زعيم الأجانب، وهم سلالة القبائل الأجنبية التي كافح الملوك مِرِنْ⁬پْتاح ورَعْ⁬مِسِ الثالث (أُسِرْماعِتْ⁬رَ عْ⁬مِرِ⁬ أمون) جاهدين لصدهم.
و مع هذا فلا يعتبر ملوك الأسرة الثانية والعشرين غزاة جدد، حيث أن أكثر النظريات شيوعا تقضي بأنهم من سلالة الأسرى وأحيانا مستوطنين متطوعين أعطوا حق الإقامة مقابل خدمتهم في الجندية. وربما يكون ما دفع القبائل الليبية للنزوح نحو وادي النيل مجاعة عمت موطنهم الأصلي. وأيا كان السبب، فقد أصبح هؤلاء ذو نفوذ واندمجو في المجتمع المصري ووصلو للسلطة بشكل سلمي. مثل الهِكْسُوس من قبلهم كانوا حريصين على أن يظهروا بمظهر المصريين الأصليين، وإن كانت أسماؤهم الأجنبية تظهر حقيقتهم " فأغلب أسماء ملوك هذه الأسرة سامية (أشورية أو سريانية أي عراقية)." مثل نمرود ومثل شُشِنْق وأُسُورقون وتَكِلوت ممن ولو المملكة في الأسرة الثانية والعشرين حسب مانِتون، والتي ضمنها بالإضافة إلى سابقي الذكر ستة ملوك آخرين غير معروفة أسماؤهم، حكموا مدة 120 عاما حسب أفريكانوس. في المقابل، وجد علماء المصريات أن عليهم التمييز بين ما لا يقل عن خمسة ممن حملوا الاسم شُشِنْق، وأربعة أُسُورقون، وثلاثة تَكِلوت. وعموما فإن تاريخ هذه الحقبة مغرق في الغموض، وعلينا هنا - كما هي الحال غالبا - أن نكتفي بوصف أبرز شخصيات وأحداث الحقبة.
كانت العاصمة الرئيسية لهذه الأسرة في الشمال في الوجه البحري، في تانيس (الحَجَر) أو پِرْپَاسْتِت (بوباستيس\تل بسطا) إلا أن النفوذ الديني لكهنة أمون في طيبة كان لا يزال بلا منازع. تأرجحت العلاقة بين الوجهين القبلي والبحري جيئة وذهابا بين العداوة والصداقة، وكانت هذه الحقبة الزمنية حقبة اضطرابات وصراعات وتمردات ليس لدى المؤرخين سوى النذر اليسير من المعلومات عنها، ومعظم ما نعرفه عنها نستمده من النقوش التي وجدت في معبد سرابيوم منف الذي اكتشفه أوجوست مارْيِت عام 1850م.

## الحكام
| الاسم          | تعليق                                                                                  | فترة الحكم          |
| شيشنق الأول    | البعض يربطه بالملك شيشق المذكور في التوراة                                             | 945 ق.م. – 924 ق.م. |
| اوسركون الأول  |                                                                                        | 922 ق.م. – 887 ق.م. |
| شيشنق الثاني   | حكم لمدة عامين في تانيس حسب فون بكراث                                                  | 887 ق.م. – 885 ق.م. |
| تاكيلوت الأول  |                                                                                        | 885 ق.م. – 872 ق.م. |
| حرسيسي آ       | ملك معارض في طيبة حكم متزامنا مع أوسركون الثاني وتاكيلوت الأول                         | 880 ق.م. – 860 ق.م. |
| اوسركون الثاني | يقول اليهود أن ساعدهم على الانتصار على الملك شلمانصر الثالث في معركة قرقر عام 853 ق.م. | 872 ق.م. – 837 ق.م. |
| شيشنق الثالث   |                                                                                        | 837 ق.م. – 798 ق.م. |
| شيشنق الرابع   | لا يجب الخلط بينه وبين شيشنق السادس الذي كان يظن أنه شيشنق الرابع                      | 798 ق.م. – 785 ق.م. |
| بامي           | دفن عجلي أبيس في عهده. الملك الوحيد الذي سجل إنجازاته في مدونة حولية                   | 785 ق.م. – 778 ق.م. |
| شيشنق الخامس   |                                                                                        | 778 ق.م. – 740 ق.م. |
| اوسركون الرابع | حكم جزء من منطقة الدلتا بالتزامن مع تف ناختي في سايس وإيوبوت الثاني في ليونتوبوليس     | 740 ق.م. – 720 ق.م. |

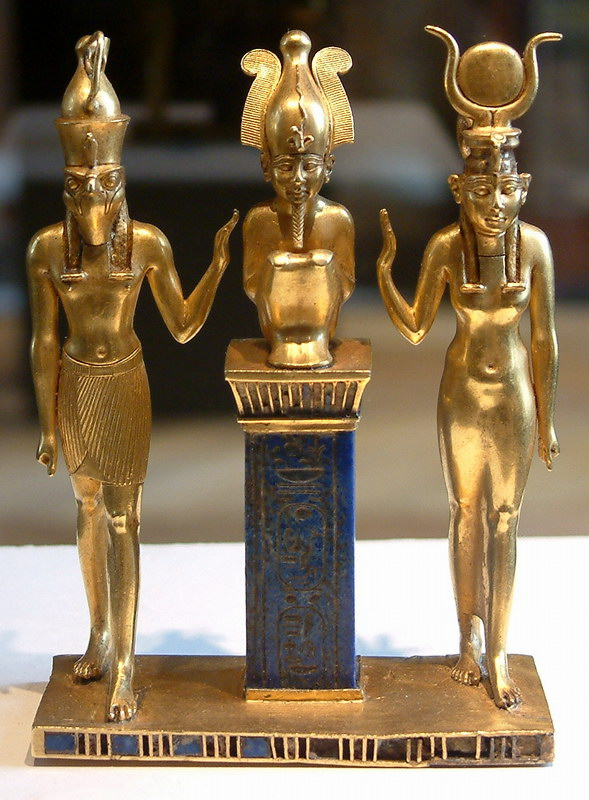
اوسركون الثاني، اللوفر.

هنالك ملك آخر من الأسرة الثانية والعشرين هو توت خبر رع شيشنق ، ولكن زمن حكمه غير معلوم.
الأسرة الثالثة والعشرون كانت فرعا من الأسرة الثانية والعشرين وقد حكمت مصر العليا والوسطى والواحات حيث بنى تاكيلوت الثالث مسلة ذات كتابة هيراطية.

## أخبار الأسرة
عل غير المتوقع، لم يُعثر في سِراپيوم منف على نقش واحد لملوك الأسرة الحادية والعشرين بينما كانت آثار الأسرة الثانية والعشرين هي الغالبة، من ضمنها لوح حجري منسوب إلى شخص اسمه حَارْپْسون يتتبع فيها نسبه عبر ستة عشر جيلا إلى جد يسمى بويوواوا. وبالرغم من أن حَارْپْسون الذي عاش في نهاية حكم الملك شُشِنْقْ الرابع كان يعتبر نفسه مجرد كاهن للإلهة نيث إلا أنه يَعُّد في أسلافه أربعة ملوك متعاقبين، كل منهم ابن لمن سبقه، أولهم هو شُشِنْقْ الأول، مؤسس الأسرة الثانية والعشرين وأهم أفراد عشيرته، فهو أول من ذُكر في نقش طويل وُجد في أبيدوس عندما كان لا يزال يعرف بلقب زعيم المِشْوِشْ العظيم، أمير الأمراء جاء في النقش أن أبوه نِمْرَات ابن السيدة مِحِتْمِوَاسْكْهِ - كلاهما ذكرهما حَارْپْسون - قد مات فطلب ابنه شُشِنْقْ إلى الملك الحاكم وقتذاك أن يسمح له بأن يقيم في أبيدوس طقسا جنائزيا يليق به، وأن الملك والإله (مؤكد أنه أمون) قد منحاه موافقتهما. وفي الغالب أن الملك المذكور هو سوسينيس الثاني (تِتْخِپِرورَعْ⁬سِتِبِنْ⁬أمون) سابع وآخر ملوك الأسرة الحادية والعشرين، خصوصا وأنه معروف أن ابن شُشِنْقْ وخليفته أُسُورقون تزوج مَاعْ⁬كَارَعْ ابنة ذلك الملك.
من المرجح أن الانتقال من الأسرة الحادية والعشرين إلى الأسرة الثانية والعشرين كان انتقالا سلميا، بالرغم من وجود لوح في الداخلة يرجع للسنة الخامسة من حكم شُشِنْقْ يحكي عن حرب وقلاقل في هذه المنطقة النائية.
عدد من أبناء الملك الجديد معروفون ويبدو أنه أسند إليهم مناصب تثبت من أركان حكمه. يتحدث لوح حَارْپْسون عن كَارَعْ⁬ومَاع باعتبارها زوجة شُشِنْقْ وأم أُسُورقون الأول، إلا أنها أحيانا ما يشار إليها بأنها مُحبة الإله وهو لقب يستبعد أي دور أمومي. وعلى أي حال، كان أُسُورقون الأول ابن الملك الذي سبقه.
كان لنقش اكتشف في إهناسيا، التي عرفت بأنها هيراكليوبوليس، المدينة الشهيرة في العصر الانتقالي الأول، أهمية لأسباب عدة: فهو بجمعه مع نصوص أخرى يعرفنا بشخص ثان اسمه نِمْرَات الذي لم يعرف بكونه رأس الجيوش كلها وزعيما عظيما للأجانب فحسب، بل أيضا بأنه ذو أصل نبيل يتشرف بأنه ينحدر من سلالة الرعامسة. كانت أمه پِنْرِشْنَاس بنت زعيم عظيم للأرض الأجنبية. جاء نِمْرَات هذا يبلغ أباه شُشِنْقْ أن معبد الإله الهيراكليوبوليأَرْسَافِسْ قد حرم مدده المعتاد من الثيران التي تقدم كقرابين في شعائر عديدة على مدار شهور العام، وبأنه هو نفسه مستعد لتقديم ما لا يقل عن ستين ثورا، لكن القرى والبلدات وحكام الأقاليم سيكون عليهم توفير الباقي، فأصدر الملك مرسوما بأن ينفذ هذا وشكر نِمْرَات. لا يتضح سبب هذه المحاباة لإهناسيا، ولكن يتضح أن معظم أسلاف حَارْپْسون من الرجال والنساء كانوا كهانا في هذه المدينة، وأنه بعد مضي ثلاثمئة عام كان حكام الإقليم الطيبي يختارون من بين سكانها.
وُجد نِمْرَات ثالث كان ابنا لأُسُورقون الثاني وكان يحمل لقب قلئد جيوش هانينسوع (إهناسيا)، ونفس هذا اللقب حمله بِكِنْ⁬بْتَاح أخو الكاهن الأكبر أُسُورقون في عهد شُشِنْقْ الثالث. هل يعني هذا أن المِشْوِش الذين صعدوا إلى مراتب المُلك كانوا أصلا قد استوطنوا في هذه المنطقة على الطريق المار بالواحات الموصل إلى مواطنهم الأصلية في الصحراء الليبية؟ يحدثنا مانِتون أن الأسرة الثانية والعشرين موطنها هو پِرْپَاسْتِت وأن الأسرة الثالثة والعشرين كانت من تانيس، كما أن هناك دلائل تربط ملوك هاتيك الأسرتين بهاتين البلدتين في شرق الدلتا.
كان إيوبوت الابن الثالث لشُشِنْقْ الأول الذي أسند إليه كهانة أمون⁬رَع في الكرنك مخالفا بذلك تقاليد تولي هذا المنصب بالوراثة، وكانت هذه خطوة حكيمة وضعت هذا المنصب الهام تحت تحكم الملك، واتبع نفس هذا الأسلوب لعدة أجيال تالية، كما أن احتفاظ حامل هذا المنصب بلقب قائد الجيوش يوضح لنا أن هذا المنصب كان محفوفا بالمخاطر، حيث لم يعد كبار الكهنة مجرد كهنة، بل أصبحوا عسكريين أيضا. كان أكبر إنجاز لإيوبوت، أو بالأحرى لوالده، تشييده بوابة في القسم الأساسي من معبد الكرنك ماداً الجدار الجنوبي لبهو الأعمدة إلى الغرب. حُشرت بوابة پِرْپَاسْتِت كما تسمى عادة بين المدخل البرجي الثاني ومعبد صغير شيده رع⁬مس الثالث، مفضية إلى ساحة واسعة لا بد أن شُشِنْقْ خطط لها ولكنه لم يعش ليكملها. يسجل لوح في جبل السلسلة الغربي افتتاح محجر جديد لتوفير ما احتاجه هذا المشروع لبناء البوابة والساحة، ومؤرخ بالسنة الحادية والعشرين من حكم شُشِنْقْ، وهي الأخيرة حسب مانِتون، ولكن من العسير قبول أن المرحلة الأولى من الإنشاء وهي بناء البوابة لم تبدأ قبل ذلك بكثير. تظهر النقوش على جدرانها الأحداث التي منحت شُشِنْقْ الأول شهرته في التوراة التي عرفته باسم شِشاك.

### شُشِنْقْ والعبرانيون
قبل نصف قرن من تشييد بوابة پِرْپَاسْتِت، خرب يؤاب قائد جيوش الملك داوود مدينة إدوم ووضع السيف في سكانها، إلا أن حَدَدْ وهو ابن عائلة إدومية نبيلة هرب إلى مصر ونال حظوة الملك الذي زوجه من اخت زوجته الملكة تَهْپِنيس. عاد حَدَدْ فيما بعد إلى موطنه على غير رغبة الملك ليصبح العدو اللدود لسُليمان (الملوك الأول، 11:14). حدث أمر مشابه بعد موت سليمان، حيث هرب يربعام الذي كان يطالب بالعرش من بعده إلى مصر إبان حكم شِشاك (شُشِنْقْ الأول) (الملوك الأول، 11:40) ليعود لاحقا إلى فلسطين ملكا على القبائل العشر، بينما كان على سليمان أن يكتفي بحكم مملكة يهوذا. في ذلك الوقت، قويت العلاقات بين الإسرائيليين والبيت الملكي المصري، وتذكر التوراة أن سُليمان تزوج ابنة ملك مصر (الملوك الأول، 3:1).
بينما تذكر التوراة هذه الأحداث بقدر كبير من التفصيل، فإننا لا نجد توكيدا لها على الجانب المصري، كما أن المشكلات في التسلسل الزمني التاريخي، بالرغم من أنها محدودة بمناطق زمنية ضيقة، تجعل من العسير تحديد معاصرة ملك معين لحدث معين. بالإضافة إلى أنه لا يمكن إيجاد اسم تَهْپِنيس' في الكتابات الهيروغليفية. بعد برهة طرأ حدث آخر متزامن؛ إذ تروي التوراة (الملوك الأول، 14:25) «و في السنة الخامسة للملك رحبعام صعد شيشق ملك مصر إلى أورشليم 26 وأخذ خزائن بيت الرب وخزائن بيت الملك وأخذ كل شيء وأخذ جميع أتراس الذهب التي عملها سليمان 27 فعمل الملك رحبعام عوضا عنها أتراس نحاس وسلمها ليد رؤساء السعاة الحافظين باب بيت الملك 28»، ويبدو أن خراب المدينة المقدسة لم يكن أهم من فقد دروع سليمان الذهبية، التي كان عليهم استبدالها بأخرى نحاسية. ولكن من ضمن الأسماء الباقية المصاحبة للجدارية على بوابة پِرْپَاسْتِت لا يوجد ذكر لا لأورشليم ولا لتل الجزري. هذه الأسماء عادة ما تُقدم بالشكل الذي اعتدناه من لوحات فتوحات تحوت⁬مس الثالث؛ لصيقة في أجساد الأسرى الأجانب الذين يسوقهم الملك أمام أبيه أمون⁬رَع، ولكن هذا التعداد مخيب للآمال، فمن ضمن أسماء أكثر من 150 مكانا، لا يمكن التعرف سوى على قلة قليلة تقع كلها في التلال على تخوم السامرة من دون أن تصل إلى قلب مملكة إسرائيل، كما لا يوجد أي تلميح إلى أنهم مسوا يهوذا على الإطلاق، ولكن يوجد ذكر لغارة على منطقة إدومية. وحتى الاعتقاد السائد بأن نصا معينا كان يمكن أن يقرأ حقول إبراهيم أصبح اليوم مرفوضا. ولكن اكتشاف شقفة في مَجِدُّو تحمل اسم شُشِنْقْ لا يدع مجالا للشك بأن حملته على المنطقة حدثت فعلا، ولكنها تترك مجالا للتكهن بإذا ما كان الهدف منها هو استعادة أمجاد مصرية قديمة، أم لمساندة يربعام، أم أنها كانت مجرد غارة نهب.
من الناحية الأخرى، فمن المؤكد أن شُشِنْقْ وخليفته أُسُورقون قد جددا أواصر الصداقة ما بين مصر وبيبلوس والدليل على ذلك هو وجود تماثيل لهم هناك، من المحتمل أنها هدايا أرسلاها بنفسيهما.

### السلالة
لا نعرف عن أول أُسُورقون وخليفته أول تَكِلوت الكثير، بخلاف أن الأول حكم ستة وثلاثين عاما على الأقل، وأن الأخير حكم ثلاثة وعشرين عاما تقريبا. يزداد غموض التاريخ المصري في هذه الحقبة بحيث نادرا ما تُتاح لنا لمحات على تعاقب الأحداث. السبب في ذلك أن انتقال مركز الأحداث إلى الدلتا ذات الأرض الرطبة، لم يحفظ لنا سوى القليل من الآثار. في ذلك الوقت كانت طيبة لا تزال تعيش على ذكرى مجدها القديم، إلا أنها كانت فعليا قد خرجت من مجرى الأحداث. لم تُفدنا الكتابات المسهبة على التماثيل العديدة التي وجدت في الكشف المذكور آنفا إلا بمديح ذاتي وسلاسل نسب. إلا أن سجلات منسوب النيل التي سجلها ملوك الأسرتين الثانية والعشرين والثالثة والعشرين على رصيف المعبد على النيل ذات قيمة معقولة.
وجد في مصر الوسطى بالقرب من البهنسة (أُوابْ⁬سِپْ⁬مِرِي\أوكسيرِنْخْوس) حصن به معبد كان لكل من شُشِنْقْ الأول وأُسُورقون الأول باع فيه، وكان على ما يبدو يشكل نقطة حدود بين الشمال والجنوب.
يعاود بصيص الضوء إنارة معارفنا عن هذه الفترة بدءا من حكم أُسُورقون الثاني. لن نعرض هنا لكفاح كهنة طيبة لاستعادة استقلالهم ودورهم من الملوك الذين يحكمونهم من تانيس، التي فيها اكتشف الأثري مونتيت مقبرة أُسُورقون الثاني وقد سلبها اللصوص كنوزها، يجاورها تابوت حجري للكاهن الأكبر لأمون⁬رع حَرَناختي الذي يبدو أنه كان ابنا له. ولكن نكتفي بذكر أنه قبل كشف هذا المعبد بخمسين عاما، كان الأثري ناڤِل قد كشف في تل بسطا بوابة جرانيتية عظيمة مزينة بنقوش لا تقدر بثمن تصور الاحتفال الهام - والغامض - بِعِيدِ سِد الملكي الذي أقيم في العام الثاني والعشرين من حكم أُسُورقون الثاني عندما انتهز الفرصة ليأمر بأن يستثنى نساء حريم معبد لأمون⁬رع من أداء أية واجبات والتزامات أخرى، وكذلك نساء حريمات معابد أخرى. كما يتضمن النقش الموجز في آخره ما يمكن تفسيره على أنه إيذان باستقلال طيبة (سيدة الأقواس السبعة) سواء كان هذا إقرارا بأمر واقع أو أن أُسُورقون وجده مكسبا سياسيا أن يصرح بذلك.
من بعد شُشِنْقْ الأول لم يسهم الملوك الأربعة اللاحقون سوى بالقليل في بوابة پِرْپَاسْتِت التي في الكرنك، ولكن الكاهن الأكبر أُسُورقون بن تَكِلوت الثاني لم يكن الرجل الذي يترك فرصة مثل وجود جدران شاغرة تضيع من بين يديه، فسجل أعماله وسياساته في ما لا يقل عن سبعة وسبعين عامودا بالغي الطول بالهيروغليفية في نقشين. وبالرغم مما يعوقه من ثغرات الأجزاء المفقودة من النص وما لا يقل عنها من ثغرات في معرفتنا الفيلولوجية باللغة المصرية القديمة، تمكن ر.كامينوس بدراسته للمستنسخات التي وفرها معهد الدراسات الشرقية في جامعة شيكاغو من استخلاص أكبر قدر ممكن من الحقائق التاريخية: تبدأ قصة أُسُورقون في العام الحادي عشر من حكم أبيه عندما كان يعيش في بلدة الهيبة لا تشغله أي طموحات كما يدعي، ولكنه بصفته حاكم مصر العليا ناداه واجبه ليقمع تمردا اندلع في طيبة، فتوقف وهو في طريقه إلى هناك في شمون (الأشمونين) ليزور إلهها تحوت وأمر بإصلاح بعض الهياكل المتخربة، وعندما وصل إلى العاصمة الجنوبية استقبلته المدينة بكاملها بالبِشر وخصوصا الكهنة، فاستتب له النظام سريعا وعاقب المذنبين الذين سيقوا إليه، وعيَّن أبناء المسؤولين السابقين في مناصب آبائهم وأصدرت خمس مراسيم تخص معبد الكرنك بفوائد مختلفة. قد يبدوا كل هذا للقارئ المعاصر غير ذي أهمية، مثل تخصيص الزيت لإضاءة المصباح الكبير في قدس أمون⁬رع، وتوفير أوزة يوميا لكل من معبدي مونت وأمِنوپ مما يعني 730 إوزة على مدار العام، كل هذا فعله في سبيل الحياة والصحة والرخاء لأبيه تَكِلوت. في الذكرى الثانية عشرة لجلوس أبيه على العرش تفوق أُسُورقون على نفسه في المجاملة والتحذلق، جارَّا معه أسماء كل الآلهة الرئيسية ليبين مدى حكمته ونبله.
ربما كانت هناك هدنة قصيرة في التوتر ما بين الجنوب والشمال حيث نعلم أن أُسُورقون زار طيبة ثلاث مرات في إحدى السنوات جالبا معه سفنا محملة بالهبات. ولكن في العام الخامس عشر ثارت قلاقل لم يتوان عن القتال في أوجها حائما مثل حُر(حورس) حول أبيه ؛ فمرت سنون لم يكل فيها أحد عن اقتناص الآخر. على الأقل، أدرك أُسُورقون أنه لا سبيل إلى إصلاح حال البلاد إلا بالوفاق، وقبِل أتباعه هذا الرأي بسرور، فجهز موكبا إلى طيبة فيه ما لا يعد من المراكب المحملة بالهدايا إلى أمون⁬رع. تضمنت خطبته إلى الإله تلميحات إلى أنه قد حابى الثوار بأكثر مما يستحقون، ولكن هذا لم يكن بلا فائدة لأنه تم التوصل إلى اتفاق للصلح بسهولة. يلي ذلك ذكر مصاعب أخرى عندما وجد أُسُورقون نفسه بلا صاحب، ولكنه تجاوز هذا بهدي العطايا للإله. بعد كل هذا لم يعد هناك مكان على بوابة پِرْپَاسْتِت للمزيد من سيرة أُسُورقون وإنجازاته ففضل أن يخصص المساحة الباقية لإحصاء الهدايا التي قدمها للملك شُشِنْقْ الثالث في ذكرى جلوسه التاسعة والعشرين، ولكن هذا لم يكن آخر ما سجل، حيث يذكر نقش آخر أنه بصفته الكاهن الأكبر، زار طيبة مع آخوه بِكِن⁬پتاح بعد أن قضوا على أعدائهم الذين وقفوا في طريقهم. في ذاك الوقت كان لا بد أنه في السبعينات من عمره.
لا تكمن أهمية السيرة الذاتية الطويلة التي سجلها أسورقون في شخصه بقدر ما تكمن في الصورة التي ترسمها لمصر في ذلك الوقت وقد مزقتها النزاعات، هذه الحالة التي غالبا استمرت حتى نهاية الأسرة، كما تجدر الإشارة إلى الانحيازية في ما سجله أُسُورقون، فغالبا ما كان يعرِّف نفسه على أنه الكاهن الأكبر لأمون⁬رع، ولكن ما مصداقية هذا اللقب عندما يحمله أمير عاش معظم حياته في بلدة الهيبة وكانت زياراته لطيبة عارضة! في هذه الأثناء كانت الطقوس اليومية تقام في الكرنك ومن المستبعد أنه لم يكن هناك كاهن أكبر مقيم فيه بصفة دائمة، حتى لو اضطر لأن يتراجع في مواجهة مطالبة من هو أعلى أو أقوى. استنتج أن الحال كان هكذا مع شخص اسمه حَرسِيسِس الذي يبدوا أنه كان يحمل هذا اللقب في عهد شُشِنْقْ الثالث.
و لكن كان هناك كاهن أكبر آخر اسمه حَرسِيسِس خَلَفَ في هذا المنصب أبو ه المدعو ششنق أحد أبناء أُسُورقون الأول. وهنا تواجهنا مشقة بالغة في دراسة الحقبة، بسبب التكرار المستمر للأسماء في كلا شطري الدولة. ينطبق هذا أيضا على الألقاب الملكية، فمثلا استخدم على الأقل ثمانية ملوك نفس اللقب الذي استخدمه رَعْ⁬مِسِ الرابع وهو أُس⁬ِماع⁬رَع⁬سِتْپِنْ⁬أمون. هذه المشكلة محيرة فعلا، ولا يمكن حلها إلى أن يتم إعادة جمع النقوش المبعثرة واستنساخها من جديد بدقة لدراستها، ومع هذا سنظل غير واثقين من إمكان الوصول إلى سجلات دقيقة. إلى أن يحدث هذا علينا أن نرضى بالحقائق المتناثرة من مثل اكتشاف الأثري مونتت في تانيس لبقايا تكلوت الثاني ممدا في تابوت حجري مستولى عليه من المملكة الوسطى ومعه آنيته الكانوبية وتماثيل أوشابتي.
قرب نهاية الأسرة يزداد نفع الآثار التي وجدت في معبد السِرابيوم، حيث تذكر النقوش تواريخ مولد ووفاة عدد من عجول أبيس بالإضافة إلى عمر كل منها. استنادا إلى هذا حُسب أن شُشِنْقْ الثالث حكم ما لا يقل عن اثنتين وخمسين عاما، لِيَخْلٌفَهٌ ملك كنيته القِطُّ. على غير المتوقع، تميزت مدد الحكم في هذه الأسرة بالطول، وهو ما يناقض تعميما سابقا بأن طول الحكم في مصر يرتبط بالرخاء.
خص مانِتون الأسرة الثانية والعشرين بمئة وعشرين عاما فقط، ولكن التسلسل الزمني المقبول حاليا يجعل المدة تزيد على قرنين كاملين، من 950 ق.م إلى 730 ق.م.